# محمية بحر روس
محمية بحر روس هي أكبر محمية بحرية في العالم وتقع المحمية في منطقة «روس سي» أو «بحر روس» بالقارة القطبية الجنوبية وتغطي المحمية مساحة هائلة وتزدهر بالتنوع البيولجى للكائنات البحرية. وسمي بحر روس تيمنا بالبريطاني جيمس كلارك روس (1800-1862) الذي اكتشفه العام 1841. ويسمى أيضا «المحيط الاخير» لانه يعتبر النظام البيئي البحري الاخير الذي لم يطله النشاط البشري في العالم ولا سيما التلوث والصيد المفرط والانواع الغازية.

## المساحة
تغطي المحمية مساحة هائلة تبلغ 1.57 مليون كيلومتر مربع من المحيط وسوف تغطي منطقة الحماية البحرية أكثر من 12% من القطب الجنوبي أي انها أكبر من مساحة فرنسا وايطاليا والمانيا وسويسرا والنمسا ودول بينيلوكس مجتمعة. سيكون الصيد محظوراً تماماً في 1.1 مليون كيلومتر مربع من بحر روس لفترة 35 عاما، بينما سيسمح ببعض الصيد في المناطق الأخرى من المحمية لاغراض الأبحاث العلمية فقط.

## التنوع البيولوجى
يعيش بالمحمية أكثر من عشرة آلاف نوع من طيور البطريق والحيتان والطيور البحرية والحبار الضخم وأسماك القطب الجنوبي المسننة. تضم البحرية أكثر من نحو 38 في المائة من فصيلة طائر البطريق المسماة «آديلي»، و30 في المائة من طائر النوء أو ما يعرفه البعض باسم طائر البيترل، ونحو 6 في المائة من فصيلة الحيتان القطبية المعروفة باسم مينك.

## المفاوضات
تم اقرار المحمية في الاجتماع الذي عقد في هوبارت في أستراليا حيث أقر 25 عضواً تشمل روسيا والصين والولايات المتحدة والاتحاد الأوروبي ممثلين للدول الأعضاء بهيئة الحفاظ على مصادر الحياة البحرية في القارة القطبية الجنوبية بالإجماع على تخصيص بحر روس ليكون محمية بحرية بعد سنوات من المفاوضات المطولة بعد رفع الفيتو الروسي عن القرار وقامت روسيا فيما سبق بعرقلة مقترحات الحماية خمس مرات سابقة. 
وتحتاج اللجنة إلى موافقة جميع الاعضاء لإصدار القرارات بالإجماع كما كانت الصين ترغب في ألا تزيد فترة الحماية عن 20 عاما. إلا أن الأطراف اتفقوا جميعهم في النهاية على أن تكون الفترة 35عاما.